# Teodoro Ghezzi
Teodoro Ghezzi, né à Naples en 1806 et mort dans la même ville le 2 novembre 1881, est un peintre italien de la première moitié du XIXe siècle.

## Biographie
Teodoro Ghezzi naît à Naples en 1806. Il venait probablement de Milan, le nom Ghezzi étant un nom répandu dans cette région et non à Naples. Il est étudiant de l'Accademia di belle arti di Napoli, et participe à une première exposition en 1833, à la biennale des Bourbons, où il expose un Dante et Virgile aux portes de l'Enfer, un Saint Jean-Baptiste dans le désert, un Bélisaire et son guide, ainsi qu'une vestale. En 1835, il présente un Tasse ébloui par les rayons du soleil, ainsi qu'un portrait féminin de demi-figure. Il trouve plus tard un intérêt pour la peinture historico-littéraire, notamment avec la peinture de genre ou de costumes. Il participe aux expositions des Bourbons jusqu'en 1845, et expose notamment en 1837, un Bambocciata, et en 1839, un pères bénissant des paysannes. Il y reçoit une médaille en 1841 pour son œuvre groupe de mendiants. Il était un collaborateur de Francesco Pisante et avait notamment participé avec ce dernier dans l'Usi e costumi di Napoli e contorni descritti e dipinti de Francesco de Bourcard.
Il était aussi très proche du compositeur Gaetano Donizetti et de sa femme Virginia. Il séjourne notamment chez les Donizetti de 1828 à 1838 et les accompagnent en France, jusqu'à la mort de Donizetti en 1848. Il peint notamment le portrait de Virginia, exposé dans la demeure du compositeur. Certaines sources auraient parlé de sa mort en 1848 au lieu du compositeur, mais elle semble être fausse. Alors que Donizetti est très malade à Paris, Ghezzi tente de le ramener en Italie, en vain. Après sa mort, il s'occupe de la liquidation de ses biens à Naples et aurait continué son œuvre après la mort de ce dernier. Le dictionnaire Donizetti recueille plusieurs des peintures de Ghezzi, comme une Femmes étanchant la soif de pèlerins, peint en 1841 et localisé dans une collection privée de Milan. Le compositeur a aussi écrit plusieurs lettres à son ami napolitain lors de son séjour français, ce qui est relaté dans un journal publié le 7 mars 1860. Il s'essaye aussi à l'écriture, comme en traduisant une œuvre de Amédée Achard, Maurice de Treuil.
Il meurt dans sa ville de naissance le 2 novembre 1881. Son acte de décès est signé par l'employé de la mairie Errico Guida, Giuseppe et Luigi Togna, ainsi que Cesare Ghezzi, probablement son neveu. Il meurt au S. Vito a' Bottonari – vico 2°, proche de l'église San Giovanni in Corte (it). 

## Œuvres
Liste non-exhaustive de ses peintures :
- Donizetti supportato da due amici che passeggiano nel parco della clinica di Ivry-sur-Seine, huile sur toile, 45,8 × 35,7 cm, XIXe siècle, New York (collection privée)[5],[6] ;
- Donne che dissetano due pellegrini, huile sur toile, 103 × 135 cm, 1841, collection privée[7].

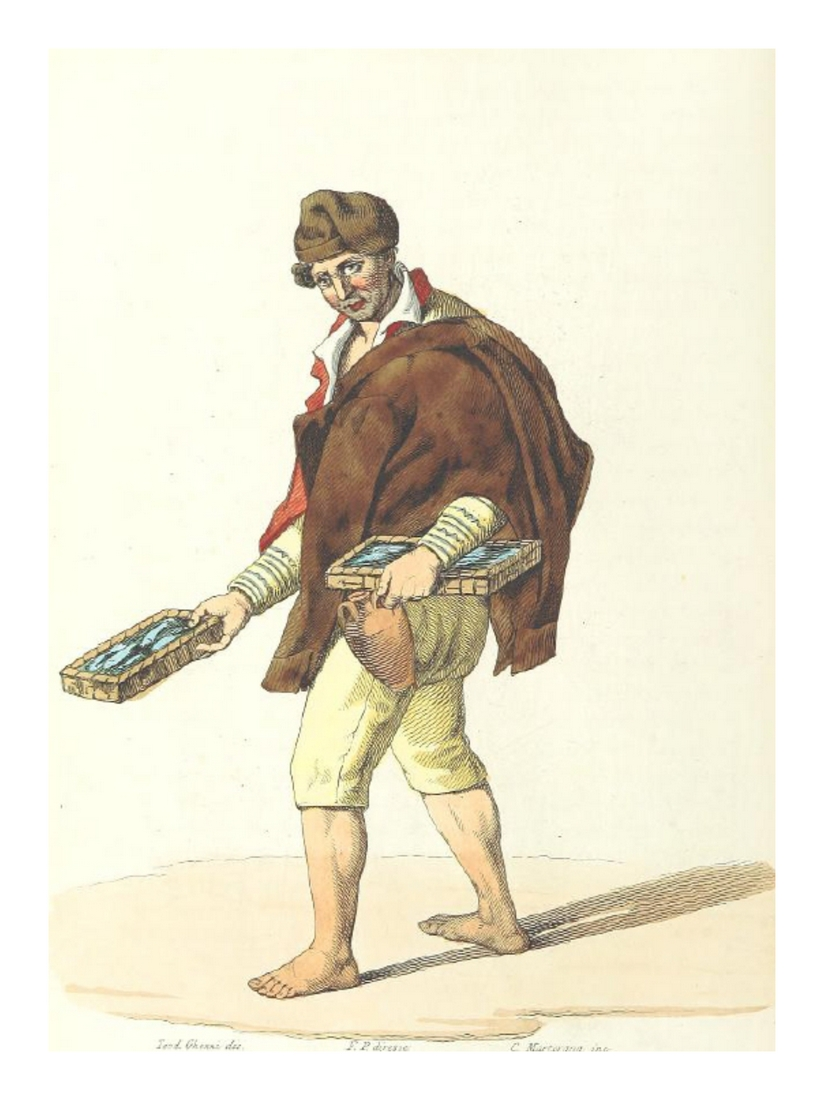
El Pescivendolo. 1853 (avec Francesco Pisante)